# Larroque-Engalin
Larroque-Engalin (gaskognisch La Ròca Engalin) ist eine französische Gemeinde mit 45 Einwohnern (Stand 1. Januar 2022) im Département Gers in der Region Okzitanien (bis 2015 Midi-Pyrénées); sie gehört zum Arrondissement Condom und zum Gemeindeverband Lomagne Gersoise. Die Bewohner nennen sich Larroquais/Larroquaises.
Sie ist umgeben von den Nachbargemeinden Berrac im Norden, Saint-Martin-de-Goyne im Nordosten, Lagarde im Südosten und Süden sowie La Romieu im Süden, Südwesten und Westen.

## Bevölkerungsentwicklung
| Jahr                       | 1793 | 1851 | 1962 | 1968 | 1975 | 1982 | 1990 | 1999 | 2006 | 2011 | 2016 |
| Einwohner                  | 264  | 359  | 88   | 86   | 66   | 55   | 53   | 59   | 62   | 49   | 50   |
| Quellen: Cassini und INSEE |      |      |      |      |      |      |      |      |      |      |      |